# フランク・エドガー
フランク・エドガー（Frank Edgar、1981年10月16日 - ）は、アメリカ合衆国の男性元総合格闘家。ニュージャージー州サミット出身。ヒカルド・アルメイダ柔術所属。元UFC世界ライト級王者。UFC殿堂入り。フランキー・エドガー（Frankie Edgar）とも表記される。

## 来歴
12歳からレスリングを始め、ペンシルベニア州のクラリオン大学在学中にはNCAAディビジョン1で競技に参加。卒業後に総合格闘技へ転向し、父親の配管会社に勤めながら練習を積んだ。
2005年10月29日、Ring of Combatでプロデビュー。

### UFC
The Ultimate Fighter シーズン5のトライアウトに参加するも落選。しかし、その1か月後の2007年2月3日にUFC 67でUFC初参戦を果たし、キャリア無敗であったタイソン・グリフィンに3-0の判定勝ちを収めた。
2008年4月2日、UFC Fight Night: Florian vs. Lauzonでグレイ・メイナードに敗れ、デビュー以来の連勝が9でストップした。7月19日、UFC Fight Night: Silva vs. Irvinでエルメス・フランカと対戦し、3-0の判定勝ち。ファイト・オブ・ザ・ナイトを受賞した。
2009年5月23日、UFC 98で元UFC世界ライト級王者ショーン・シャークと対戦し、3-0の判定勝ちを収めた。12月5日、The Ultimate Fighter: Heavyweights Finaleでマット・ヴィーチと対戦し、チョークスリーパーで一本勝ち。ファイト・オブ・ザ・ナイトを受賞した。

#### UFC世界王座獲得
2010年4月10日、アブダビで開催されたUFC 112のUFC世界ライト級タイトルマッチで王者BJ・ペンに挑戦し、僅差で3-0の5R判定勝ちを収め王座獲得に成功した。しかし、非常に判定の難しい試合内容であり、手数ではエドガー、有効打ではペンと意見の分かれる判定となったため、すぐに再戦が組まれることになる。
2010年8月28日、UFC 118のUFC世界ライト級タイトルマッチで挑戦者BJ・ペンと再戦。全ラウンドを通して手数とテイクダウンの数で上回り、ジャッジ3者とも50-45のスコアを付ける3-0の5R判定勝ちを収め王座の初防衛に成功した。
2011年1月1日、UFC 125のUFC世界ライト級タイトルマッチで挑戦者グレイ・メイナードと2年9か月ぶりに再戦。1Rにパンチで数度ダウンを奪われKO負け寸前まで追い詰められるも、驚異的なリカバリーを見せ、テイクダウンを奪う等して盛り返し、1-1の5R判定ドロー。2度目の王座防衛に成功し、ファイト・オブ・ザ・ナイトを受賞した。
2011年10月8日、UFC 136のUFC世界ライト級タイトルマッチで挑戦者グレイ・メイナードとラバーマッチを行う。前回同様1Rにパンチで一度ダウンを奪われ、さらにもう一度飛び膝蹴りでダウンを奪われるものの、後半に盛り返し4Rに右フックでダウンを奪い、パウンドでKO勝ち。3度目の王座防衛に成功し、ノックアウト・オブ・ザ・ナイトを受賞した。

#### 世界王座陥落
2012年2月26日、日本で開催されたUFC 144のUFC世界ライト級タイトルマッチで挑戦者ベン・ヘンダーソンと対戦し、0-3の5R判定負けを喫し王座から陥落するも、ファイト・オブ・ザ・ナイトを受賞した。また、同試合はESPNのファイト・オブ・ザ・イヤーを受賞した。
2012年8月11日、UFC 150のUFC世界ライト級タイトルマッチで王者ベン・ヘンダーソンと再戦し、1-2の5R判定負け。王座奪還に失敗したが、海外のMMAメディアサイトの採点では9人中7人の記者がエドガーの勝利を支持（残り2人はドロー支持）し、ファンの判定投票でも85%がエドガーの勝利を支持するなど物議を醸す判定となった。
2013年2月2日、フェザー級転向初戦となったUFC 156のUFCフェザー級タイトルマッチで王者ジョゼ・アルドに挑戦。驚異の粘りを見せるも0-3の5R判定負けを喫し王座獲得に失敗した。ファイト・オブ・ザ・ナイトを受賞した。
2013年7月6日、UFC 162でチャールズ・オリベイラと対戦し、3-0の判定勝ち。ファイト・オブ・ザ・ナイトを受賞した。
2013年12月9日、ヒカルド・アルメイダからブラジリアン柔術黒帯を授与された。
2014年、「The Ultimate Fighter」のシーズン19でBJ・ペンと共にそれぞれのチームのコーチを務め、7月6日のThe Ultimate Fighter 19 Finaleでペンとコーチ対決としてラバーマッチを行う。何度もテイクダウンを奪い、パウンドを当て続けて終始圧倒し、3RTKO勝ち。
2014年11月8日、UFC Fight Night: Edgar vs. Swansonでフェザー級ランキング2位のカブ・スワンソンと対戦し、試合終了の4秒前にネッククランクで一本勝ち。パフォーマンス・オブ・ザ・ナイトを受賞した。
2015年5月16日、UFC Fight Night: Edgar vs. Faberでユライア・フェイバーと対戦し、3-0の5R判定勝ち。
2015年]12月11日、The Ultimate Fighter 22 Finaleでフェザー級ランキング3位のチャド・メンデスと対戦し、カウンターの左フックで1RKO勝ち。パフォーマンス・オブ・ザ・ナイトを受賞した。
2016年7月9日、UFC 200のUFC世界フェザー級暫定王座決定戦でフェザー級ランキング1位のジョゼ・アルドと2度目となる対戦。エドガーはテイクダウンを11度試みるがアルドの完璧なテイクダウンディフェンスの前に1度もテイクダウンを奪うことができず、鋭いパンチを何度も食らい、0-3の5R判定負けを喫し王座獲得に失敗した。
2016年11月12日、UFC 205でフェザー級ランキング7位のジェレミー・スティーブンスと対戦。2Rに左ハイキックでダウンを奪われるも、試合全体をコントロールして3-0の判定勝ち。
2017年5月13日、UFC 211でフェザー級ランキング7位のヤイール・ロドリゲスと対戦し、終始パウンドを当て続け、2RにドクターストップでTKO勝ち。
2018年3月3日、UFC 222でフェザー級ランキング3位のブライアン・オルテガと対戦し、右アッパーで1RKO負け。キャリア初のフィニッシュ負けとなった。
2018年4月21日、UFC Fight Night: Barboza vs. Leeでフェザー級ランキング4位のカブ・スワンソンと3年半ぶりに再戦し、3-0の判定勝ち。
2019年7月27日、約1年3カ月ぶりの復帰戦となったUFC 240のUFC世界フェザー級タイトルマッチで王者マックス・ホロウェイに挑戦し、0-3の5R判定負け。王座獲得に失敗した。
2019年12月21日、UFC Fight Night: Edgar vs. The Korean Zombieでフェザー級ランキング6位のジョン・チャンソンと対戦し、パウンドで1RTKO負け。当初はUFC Fight Night: Blaydes vs. dos Santosでバンタム級ランキング3位のコーリー・サンドヘイゲンと対戦予定であったが、チャンソンと対戦予定であったブライアン・オルテガが怪我で欠場したため、エドガーが1カ月前のオファーを受けてチャンソンと対戦した。
2020年8月22日、バンタム級転向初戦となったUFC on ESPN: Munhoz vs. Edgarでバンタム級ランキング5位のペドロ・ムニョスと対戦。ローキックを効かされるものの、5Rに渡って的確にパンチをヒットさせ、2度テイクダウンを奪うなど対抗して2-1の5R判定勝ち。ファイト・オブ・ザ・ナイトを受賞し、バンタム級デビュー戦を白星で飾った。
2021年2月6日、UFC Fight Night: Overeem vs. Volkovでバンタム級ランキング2位のコーリー・サンドヘイゲンと対戦し、右飛び膝蹴りで開始28秒のKO負け。
2021年11月6日、UFC 268でバンタム級ランキング13位のマルロン・ヴェラと対戦し、右前蹴りで3RKO負け。
2022年11月12日、引退試合となったUFC 281でクリス・グティエレスと対戦し、左膝蹴りで1RKO負け。
2024年1月20日、UFC 297でエドガーのUFC殿堂入りが発表された。

## ファイトスタイル
ベースのレスリングで培われた組技に加え、打撃の技術にも優れ無尽蔵のスタミナと細かなフットワークを活かしたパンチのコンビネーションを得意とする。また、劣勢になっても決して諦めない精神力の強さとリカバリーの速さでUFC世界ライト級王座を3度防衛した。

## 人物・エピソード
- 既婚者であり、二男一女を設けている。

## 戦績
| 総合格闘技 戦績 | 総合格闘技 戦績 | 総合格闘技 戦績 | 総合格闘技 戦績 | 総合格闘技 戦績 | 総合格闘技 戦績 | 総合格闘技 戦績 |
| --------------- | --------------- | --------------- | --------------- | --------------- | --------------- | --------------- |
| 36 試合         | (T)KO           | 一本            | 判定            | その他          | 引き分け        | 無効試合        |
| 24 勝           | 7               | 4               | 13              | 0               | 1               | 0               |
| 11 敗           | 5               | 0               | 6               | 0               | 1               | 0               |

| 勝敗 | 対戦相手                         | 試合結果                          | 大会名                                                           | 開催年月日     |
| ×    | クリス・グティエレス             | 1R 2:01 KO（左膝蹴り）            | UFC 281: Adesanya vs. Pereira                                    | 2022年11月12日 |
| ×    | マルロン・ヴェラ                 | 3R 3:50 KO（右前蹴り）            | UFC 268: Usman vs. Covington 2                                   | 2021年11月6日  |
| ×    | コーリー・サンドヘイゲン         | 1R 0:28 KO（右飛び膝蹴り）        | UFC Fight Night: Overeem vs. Volkov                              | 2021年2月6日   |
| ○    | ペドロ・ムニョス                 | 5分5R終了 判定2-1                 | UFC on ESPN 15: Munhoz vs. Edgar                                 | 2020年8月22日  |
| ×    | ジョン・チャンソン               | 1R 3:18 TKO（右フック→パウンド）  | UFC Fight Night: Edgar vs. The Korean Zombie                     | 2019年12月21日 |
| ×    | マックス・ホロウェイ             | 5分5R終了 判定0-3                 | UFC 240: Holloway vs. Edgar 【UFC世界フェザー級タイトルマッチ】  | 2019年7月27日  |
| ○    | カブ・スワンソン                 | 5分3R終了 判定3-0                 | UFC Fight Night: Barboza vs. Lee                                 | 2018年4月21日  |
| ×    | ブライアン・オルテガ             | 1R 4:44 KO（右アッパー→パウンド） | UFC 222: Cyborg vs. Kunitskaya                                   | 2018年3月3日   |
| ○    | ヤイール・ロドリゲス             | 2R終了時 TKO（ドクターストップ）  | UFC 211: Miocic vs. dos Santos 2                                 | 2017年5月13日  |
| ○    | ジェレミー・スティーブンス       | 5分3R終了 判定3-0                 | UFC 205: Alvarez vs. McGregor                                    | 2016年11月12日 |
| ×    | ジョゼ・アルド                   | 5分5R終了 判定0-3                 | UFC 200: Tate vs. Nunes 【UFC世界フェザー級暫定王座決定戦】      | 2016年7月9日   |
| ○    | チャド・メンデス                 | 1R 2:28 KO（左フック）            | The Ultimate Fighter 22 Finale                                   | 2015年12月11日 |
| ○    | ユライア・フェイバー             | 5分5R終了 判定3-0                 | UFC Fight Night: Edgar vs. Faber                                 | 2015年5月16日  |
| ○    | カブ・スワンソン                 | 5R 4:56 ネッククランク            | UFC Fight Night: Edgar vs. Swanson                               | 2014年11月22日 |
| ○    | BJ・ペン                         | 3R 4:16 TKO（パウンド）           | The Ultimate Fighter 19 Finale                                   | 2014年7月6日   |
| ○    | チャールズ・オリベイラ           | 5分3R終了 判定3-0                 | UFC 162: Silva vs. Weidman                                       | 2013年7月6日   |
| ×    | ジョゼ・アルド                   | 5分5R終了 判定0-3                 | UFC 156: Aldo vs. Edgar 【UFC世界フェザー級タイトルマッチ】      | 2013年2月2日   |
| ×    | ベン・ヘンダーソン               | 5分5R終了 判定1-2                 | UFC 150: Henderson vs. Edgar 2 【UFC世界ライト級タイトルマッチ】 | 2012年8月11日  |
| ×    | ベン・ヘンダーソン               | 5分5R終了 判定0-3                 | UFC 144: Edgar vs. Henderson 【UFC世界ライト級タイトルマッチ】   | 2012年2月26日  |
| ○    | グレイ・メイナード               | 4R 3:54 KO（右フック→パウンド）   | UFC 136: Edgar vs. Maynard 3 【UFC世界ライト級タイトルマッチ】   | 2011年10月8日  |
| △    | グレイ・メイナード               | 5分5R終了 判定1-1                 | UFC 125: Resolution 【UFC世界ライト級タイトルマッチ】            | 2011年1月1日   |
| ○    | BJ・ペン                         | 5分5R終了 判定3-0                 | UFC 118: Edgar vs. Penn 2 【UFC世界ライト級タイトルマッチ】      | 2010年8月28日  |
| ○    | BJ・ペン                         | 5分5R終了 判定3-0                 | UFC 112: Invincible 【UFC世界ライト級タイトルマッチ】            | 2010年4月10日  |
| ○    | マット・ヴィーチ                 | 2R 2:22 チョークスリーパー        | The Ultimate Fighter: Heavyweights Finale                        | 2009年12月5日  |
| ○    | ショーン・シャーク               | 5分3R終了 判定3-0                 | UFC 98: Evans vs. Machida                                        | 2009年5月23日  |
| ○    | エルメス・フランカ               | 5分3R終了 判定3-0                 | UFC Fight Night: Silva vs. Irvin                                 | 2008年7月19日  |
| ×    | グレイ・メイナード               | 5分3R終了 判定0-3                 | UFC Fight Night: Florian vs. Lauzon                              | 2008年4月2日   |
| ○    | スペンサー・フィッシャー         | 5分3R終了 判定3-0                 | UFC 78: Validation                                               | 2007年11月17日 |
| ○    | マーク・ボーチェック             | 1R 4:55 TKO（パウンド）           | UFC 73: Stacked                                                  | 2007年7月7日   |
| ○    | タイソン・グリフィン             | 5分3R終了 判定3-0                 | UFC 67: All or Nothing                                           | 2007年2月3日   |
| ○    | ジム・ミラー                     | 5分3R終了 判定3-0                 | Reality Fighting 14: Fall Brawl 【RFライト級タイトルマッチ】     | 2006年11月18日 |
| ○    | デイヴィダス・タウロセヴィチュス | 5分3R終了 判定3-0                 | Reality Fighting 13: Battle at the Beach 2006                    | 2006年8月5日   |
| ○    | スティーブ・マッケイブ           | 1R 2:37 ギロチンチョーク          | Ring of Combat 10                                                | 2006年4月14日  |
| ○    | ジェイ・アイシップ               | 1R 3:26 チョークスリーパー        | Sportfighting 2                                                  | 2005年12月10日 |
| ○    | マーク・ゲットー                 | 1R 4:21 TKO（パンチ連打）         | Ring of Combat 9                                                 | 2005年10月29日 |
| ○    | エリック・ウレスク               | 1R 3:39 TKO（パンチ連打）         | UCL: Underground Combat League                                   | 2005年7月10日  |

## 獲得タイトル
- Reality Fightingライト級王座（2006年）
- 第4代UFC世界ライト級王座（2010年）

## 表彰
- ブラジリアン柔術 黒帯
- UFC ファイト・オブ・ザ・ナイト（8回）
- UFC ノックアウト・オブ・ザ・ナイト（1回）
- UFC パフォーマンス・オブ・ザ・ナイト（2回）
- SHERDOG ファイト・オブ・ザ・イヤー（2011年/グレイ・メイナード第1戦）
- ESPN ファイト・オブ・ザ・イヤー（2012年/ベン・ヘンダーソン第1戦）

## 出演

### 映画
- キックボクサー ザ・リベンジ（英語版）（2018年）

### CM
- MetroPCS